# مایلز رابینسون
مایلز رابینسون (انگلیسی: Miles Robinson؛ زادهٔ ۱۴ مارس ۱۹۹۷) بازیکن فوتبال اهل ایالات متحده آمریکا است.
از باشگاه‌هایی که در آن بازی کرده‌است می‌توان به باشگاه فوتبال آتلانتا یونایتد اشاره کرد.
وی همچنین در تیم‌ ملی فوتبال ایالات متحده آمریکا بازی کرده‌است.